# Narciso Mina
Narciso Mina Villalba (San Lorenzo, 25 november 1982) is een profvoetballer uit Ecuador, die als aanvaller onder meer speelde voor Deportivo Cuenca, LDU Loja en het Mexicaanse Club América. Hij was tweemaal (2011 en 2012) topscorer van de hoogste afdeling in zijn vaderland, de Campeonato Ecuatoriano de Fútbol.

## Interlandcarrière
Mina speelde elf officiële interlands voor Ecuador. Onder leiding van bondscoach Sixto Vizuete maakte hij zijn debuut op 13 november 2008 in de vriendschappelijke wedstrijd tegen Mexico (2-1), net als doelman Máximo Banguera (Espoli). Hij viel na 45 minuten in voor verdediger Isaac Mina, de maker van het enige Ecuadoraanse doelpunt in die wedstrijd.

## Erelijst
Barcelona SC
- Campeonato Ecuatoriano

2012
- Topscorer Campeonato Ecuatoriano

2012 (30 goals)
 Independiente del Valle
- Topscorer Campeonato Ecuatoriano

2011 (26 goals)
 Club América
- Liga MX

Clausura 2013